# پاک‌کن

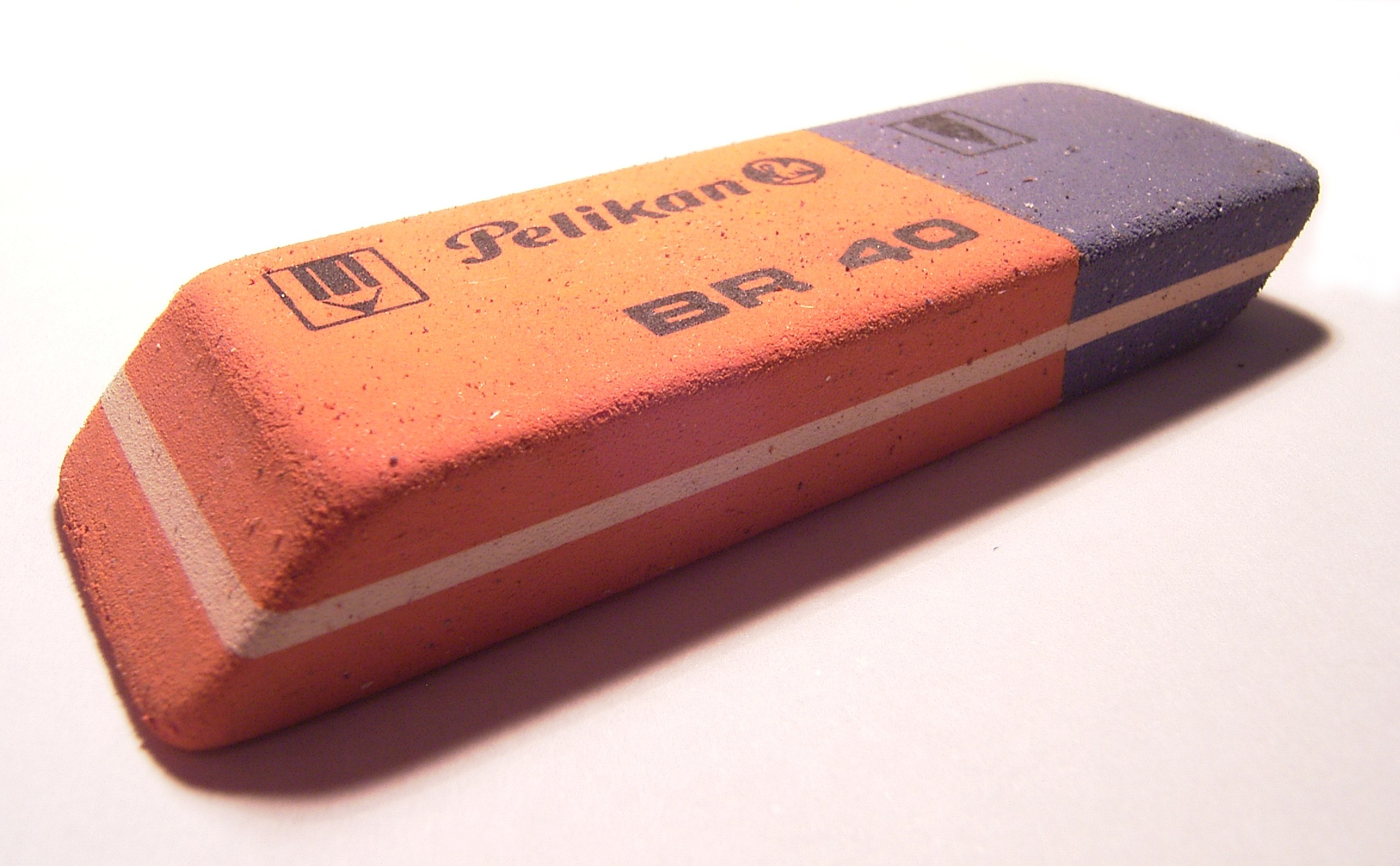
پاک کن دو حالته که در اوایل دهه 60 تا 80 مورد استفاده قرار میگرفت .طرف ابی ان خودکار را پاک میکرد و طرف قرمز ان مداد را پاک میکرد

پاک‌کن نام مواد جامدی است که در تماس و مالش، اثر مداد روی کاغذ یا زمینه دیگر را پاک می‌کند. این وسیله جزء دسته لوازم التحریر حساب می‌شود. جنس پاک‌کن معمولاً از پلاستیک یا رزیناز مشتقات نفتی است. پاک‌کن در رنگها و شکل‌های متفاوتی ساخته می‌شود.
درگذشته مردم به جای پاک‌کن تکه نان استفاده می‌کردند تا اینکه در سال ۱۷۷۰ میلادی یک مهندس انگلیسی به نام ادوارد نعیم به اشتباه از یک قطعه لاستیکی به جای خمیر نان استفاده کرد. او دید که این قطعه لاستیکی خیلی بهتر از نان پاک می‌کند کم‌کم برای ساخت پاکن از مواد مناسب تری استفاده شد. به این ترتیب اولین پاک‌کن ‌ها به شکل امروزی ساخته شد. بعداً لاستیک ها را به  صورت نرم تری ساختند تا کاغذ را پاره نکنند و اثر مداد را بهتر پاک کند.
گسترش استفاده از مداد که نسبت به قلم و مرکب راحت‌تر بود، نیاز به وسیله‌ای برای اصلاح اشتباهات را ایجاد کرد. بعد از مدت‌ها ساییدن کاغذ با پارچه مرطوب که سطح کاغذ را می‌خراشید، فکر جایگزین بهتر منجر به مالیدن خمیر نان روی نوشته‌ها شد که نتیجه بهتر و تخریب کمتری روی کاغذ داشت.
با پیدایش و گسترش کائوچو که از شیره درخت کائوچو به دست می‌آمد، این ماده به‌سرعت جایگزین خمیر در پاک کردن اثر نوک مداد شد. وضع کلمه انگلیسی rubber به معنای مالنده برای لاستیک از این کاربرد ناشی می‌شود.
در حال حاضر علاوه بر فاکتیس که از بسیاری روغنهای گیاهی به دست می‌آید، از انواع مواد بسپاری لاستیک و پلاستیک که دارای نرمی و کشسانی مناسب باشند برای ساخت پاکن استفاده می‌شود. پاک‌کن‌های هنری دارای چسبندگی و توان پاک‌کنندگی بیشتر است. پاک‌کن به شکل‌های گوناگون مستطیل و مدور و استوانه و به صورت خمیری، نیمه سخت و دستگاه برقی نیز ساخته می‌شود.